# Thuộc địa Plymouth
Thuộc địa Plymouth (đôi khi là New Plymouth) là một địa điểm thuộc địa ở Bắc Mỹ từ năm 1620 đến năm 1691. Khu định cư đầu tiên đã nằm ở New Plymouth, một địa điểm trước đó đã được khảo sát và đặt tên bởi thuyền trưởng John Smith. Khu định cư này đã là thủ phủ của thuộc địa, ngày nay là thị xã Plymouth, Massachusetts. Vào thời kỳ đỉnh điểm, thuộc địa Plymouth chiếm phần lớn vùng đông nam của tiểu bang Massachusetts ngày nay.
Được thành lập bởi một nhóm gồm các nhà theo chủ nghĩa ly khai sau này đã được biết đến với tên Pilgrim Fathers, thuộc địa Plymouth, đã, cùng với Jamestown, Virginia, là một trong những thuộc địa sớm nhất được người Anh thiết lập ở Bắc Mỹ cũng như là một khu vực định cư của người Anh có kích thước đáng kể ở vùng New England. Được trợ giúp bởi Squanto, một người thổ dân Mỹ, thuộc địa này đã có thể thiết lập một hiệp ước với tù trưởng Massasoit nhờ đó đã đảm bảo được thành công của thuộc địa. Thuộc địa này đóng một vai trò trung tâm trong cuộc chiến tranh vua Philip, một trong những cuộc chiến sớm nhất và ác liệt nhất của các chiến tranh India. Sau cùng, thuộc địa này đã bị thôn tín bởi Massachusetts Bay Colony năm 1691.
Dù có lịch sử ngắn, Plymouth giữ một vai trò đặc biệt trong lịch sử Hoa Kỳ.